# 작은회갈색사향땃쥐
작은회갈색사향땃쥐(Crocidura silacea)는 땃쥐과에 속하는 포유류의 일종이다. 앙골라와 말라위, 모잠비크, 남아프리카공화국, 에스와티니, 탄자니아, 우간다, 잠비아 그리고 짐바브웨에서 발견된다. 자연 서식지는 건조한 사바나 지역, 아열대 또는 열대 기후 지역의 건조한 관목 지대, 지중해성 관목 식이 지대, 아열대 또는 열대 기후 지역의 고지대 초원과 암반 지역이다.